# Peter Glotz
Peter Glotz (Cheb, 6 de marzo de 1939 - 25 de agosto de 2005) fue un político socialdemócrata  y científico social alemán.
Glotz nació en Eger, los Sudetes (en la actualidad Cheb, República Checa), de padre alemán y madre checa. Su familia fue expulsada de Checoslovaquia en septiembre de 1945 al término de la Segunda Guerra Mundial y se estableció en la región alemana de Franconia. Estudió Periodismo, Filosofía, Germanistica, y Sociología en la Universidad Ludwig Maximilians de Múnich y en la Universidad de Viena, y se convirtió en doctor en filosofía en 1968.
Fue director de la Universidad Ludwig Maximilians en 1969, miembro del Parlamento de Baviera (Bayerischer Landtag) en 1970 y miembro del parlamento alemán de 1972 a 1977 por el Partido Socialdemócrata (SPD). También fue Secretario de Estado Parlamentario del Ministerio Federal de Educación e Investigación de 1974 a 1977.
De 1977 a 1981 fue senador para la ciencia y la investigación en el estado de Berlín, y se convirtió en un miembro del parlamento de nuevo en 1983, renunciando en 1996. Fue secretario general del SPD de 1981 a 1987. Después fue elegido director de la Universidad de Erfurt y trabajó en la misma universidad como profesor de Ciencias de la Comunicación.
Desde enero de 2000 hasta su muerte en Zúrich, Glotz fue profesor invitado de medios de comunicación y sociedad en la Universidad de San Galo en Suiza. En 2002, fue representante de la canciller alemana, Angela Merkel a la Convención sobre el Futuro de Europa. Con Erika Steinbach, fue presidente de la fundación Centro Contra las Expulsiones.
En 1985 publicó "Manifest für eine Neue Europäische Linke", Wolf Jost Siedler Verlag, Berlín 1985. La traducción al español apareció como "Manifiesto por una nueva izquierda europea", Siglo XXI editores (enlace roto disponible en Internet Archive; véase el historial, la primera versión y la última)., 1987, con una introducción de Felipe González.